# Georges Faisans
Cet article concerne le militant indépendantiste guadeloupéen. Pour l’homme politique des Pyrénées-Atlantiques, voir Henri Faisans.
Georges Faisans (1936-1995) est un militant indépendantiste guadeloupéen. Figure marquante des années 1980 en Guadeloupe, on parle de l'« affaire Faisans » survenue en 1984-1985.

## Biographie
Né à Pointe-à-Pitre le 18 septembre 1936, il est professeur en Algérie entre 1960 et 1965.
En 1984, il retourne en Guadeloupe où il est professeur au lycée Baimbridge des Abymes. Voulant faire justice lui-même à la suite d'un coup de pied donné à un élève créole, il est inculpé pour une agression à l'arme blanche sur l'un de ses collègues. Condamné par le tribunal correctionnel puis par la cour d'appel, il est libéré sur ordre du gouvernement, il s'exile au Burkina Faso.
Il meurt en France.

## L'«affaire Faisans» (1984-1985)

### Un incident racial
En 1984, il rentre en Guadeloupe où il s'engage dans le Mouvement Populaire pour une Guadeloupe Indépendante (MPGI). Cette même année, au mois d'octobre, un de ses collègues, Jean Vacheux donne un coup de pied à un élève. Le professeur est blanc, l'élève noir : l'incident provoque de vives réactions. Georges Faisans agresse Jean Vacheux à l'arme blanche.

### Le contexte
Les années 1980 sont agitées par les attentats à la bombe ciblant des infrastructures liées à l'import-export, à la finance et à l'administration française. Partis et organisations politiques se répondent par organe de presse interposés sur la question statutaire et le recours à la violence dans une perspective de lutte anticoloniale indépendantiste,. Hôteliers, entrepreneurs et affairistes cherchent un moyen d'entente pour que cessent les attentats à la bombe et prospère le tourisme. Dès 1980, le Groupe de Libération Armée (GLA), anonyme, appelle à la lutte armée et inquiète les autorités. En 1983, l'Alliance Révolutionnaire Caraïbe (ARC) a recours à des actions qui, d'après les services de renseignements, portent atteinte à la sûreté de l’État. Une répression s'abat sur les radios indépendantistes. L'Union Populaire pour la Libération de la Guadeloupe (UPLG) accuse le gouvernement français de se servir du GLA pour réduire le mouvement indépendantiste à un hypothétique racisme anti-blanc dans le but de justifier la présence d'un contingent de tireurs d'élite et les perquisitions dans les locaux de l'UPLG ainsi que chez des sympathisants et militants de la cause indépendantiste. D'autre part, Dominicains et Haïtiens immigrés en Guadeloupe pour des raisons économiques sont la proie de tensions xénophobes de plus en plus vives. Enfin, les milieux conservateurs, farouches partisans de la présence française en Guadeloupe, composés d'un noyau dur de familles créoles avec pour organe de presse Guadeloupe 2000 de Édouard Boulogne, rendent la situation explosive.

### La condamnation
Il est condamné à quatre ans ferme de prison - ramenés à trois en appel - cependant que son collègue n'est pas inquiété par la justice. Toutefois, l'arrêt de la cour que cite le journaliste François-Xavier Guillerm, aurait rappelé des faits datant de 1974 : Georges Faisans aurait porté des coups sur deux élèves « leur occasionnant des ecchymoses et des hématomes »,
Le 25 juin 1985, décision est prise de le transférer au centre pénitentiaire de Fresnes. Il entame une grève de la faim. Sa sœur, Simone Faisans-Rénac, connue sur les ondes de Radio Unité sous le pseudonyme de Woz, en informe l'opinion publique. Se déclenchent alors de « violentes manifestations et blocages dans toute la Guadeloupe aux cris de "Lagé Fézan !" ».

### Grève de la faim
Le 10 juillet 1985, à la suite des différentes pressions, le procureur Valère cède mais les juges français refusent la libération de Georges Faisans. Le charismatique père Chérubin Céleste appelle à une mobilisation populaire. Le Mouvement Populaire pour la Guadeloupe Indépendante (MPGI) organise différents événements en signe de soutien à celui qui devient, aux yeux de l'opinion publique guadeloupéenne, un martyr « national ». Le 20 juillet, devant le Centre des Arts de Pointe-à-Pitre, Chérubin Céleste commence une grève de la faim. Des échauffourées entre forces de l'ordre et manifestants conduisent à la mise en place de barrages autour de Pointe-à-Pitre.

### Libération
Le 24 juillet 1985, dans un climat délétère, le gouvernement français décide sa mise en liberté conditionnelle afin d'éviter que la situation ne s’envenime davantage. Le 29 juillet, après une grève de la faim de 56 jours, il est libéré sous contrôle judiciaire.

### Départ de la Guadeloupe
Peu de temps après, il quitte la Guadeloupe et se rend au Burkina Faso où l'accueille Thomas Sankara.
En 1995, il rentre en France où il décède le 26 novembre 1995, à Vincennes.

## Postérité
L'écrivaine afro-guadeloupéenne Maryse Condé met en fiction l' « affaire Faisans » à travers le regard d'un adolescent de Montebello (Petit-Bourg) qui découvre la ville de Pointe-à-Pitre au moment où se mettent en place les barricades. La nouvelle est publiée dans le magazine jeunesse Je Bouquine.
La mini-série Le rêve français revient sur ces années 1980 et en montre la grande confusion à travers l'expression d'un anti-colonialisme populaire sous forme de slogans et de graffitis.

## Œuvre
- Neg rebel pou dignité annou, C. Faisans-Blanc, 2006 (OCLC 469739336).